# Piotr Kaczkowski
Piotr Jerzy Kaczkowski (ur. 14 lutego 1946 w Krakowie) – polski dziennikarz i długoletni prezenter muzyczny Programu III Polskiego Radia, absolwent filologii angielskiej, także żeglarz i dziennikarz prasowy.

## Życiorys
Urodził się w Krakowie w 1946 jako syn Adama i Wandy Kaczkowskich. Wkrótce przeprowadził się do Warszawy, gdzie ukończył szkołę podstawową, szkołę muzyczną i liceum. Absolwent lingwistyki stosowanej w Wyższej Szkole Języków Obcych w Warszawie.
W 1962 związał się z Klubem Przyjaciół Piosenki przy Rozgłośni Harcerskiej, który prowadził Witold Pograniczny. Jako pierwszą piosenkę zaprezentował tam utwór The Beatles Love Me Do. W marcu 1963 rozpoczął współpracę z Programem III PR z audycją W. Pogranicznego 30 minut rytmu. Samodzielnie zadebiutował prezentując piosenki włoskie w cyklu comiesięcznych audycji PR III Con amore. 30 września 1965 otworzył w Jedynce pierwszą audycję Młodzieżowego Studia „Rytm”, które 1 lutego 1966 weszło w skład bloku Popołudnie z młodością.
22 września 1968 przejął od Gabriela Mérétika prowadzenie audycji Mini-max, czyli minimum słów, maksimum muzyki, którą – z przerwami – prowadził do końca współpracy z Trójką. Od lata 1970 prezentował muzykę w pierwszej w Polsce dyskotece założonej przez Franciszka Walickiego w Grand Hotelu w Sopocie. Wielokrotnie wyjeżdżał za granicę i odkrywał nowych wykonawców, których płyty przedstawiał w swoich audycjach, głównie w Trójce. Były to m.in. Mój Magnetofon, Kiermasz Płyt, Słuchaj razem z nami, W tonacji Trójki, Zapraszamy do Trójki, Muzyczna Poczta UKF, Kanon Muzyki Rockowej, a przede wszystkim Minimax, w którym prezentował nowości płytowe i klasykę rocka. Przez lata zgromadził wielotysięczną kolekcję płyt z wielu gatunków muzycznych.
W latach 70. w Jedynce współpracował z audycjami Radiokurier i Tylko w niedzielę, incydentalnie prowadził m.in. Studio „Gama”, a w innych programach np. Wieczór Płytowy, czy Nową płytę.
Tylko raz, w 1972, poprowadził telewizyjny program muzyczny. Piotr Kaczkowski znany jest z tego, że unika fotoreporterów i nie pokazuje w mediach swego oblicza. Tłumaczy to niechęcią do gwiazdorstwa i odwracania uwagi od prezentowanej muzyki. Niemniej spotyka się ze swoimi miłośnikami na spotkaniach autorskich, a jego zdjęcia pojawiły się w kilku czasopismach, np. dość aktualne w „Polityce”.
W latach 1982–2000, jako druh zastępowy poprowadził 6 wydań Listy Przebojów Programu Trzeciego.
Po reorganizacji programowej Polskiego Radia w 1991, po której niemożliwe stało się prezentowanie płyt w całości i kompletnych dyskografii, skupił się na prowadzeniu środowej audycji W tonacji Trójki i sobotniej Zapraszamy do Trójki, a także Trójki pod księżycem, którą nadawano o północy z niedzieli na poniedziałek. Audycja początkowo trwała godzinę, 23 maja 1994 wydłużono ją do dwóch godzin, a 2 stycznia 1995, gdy Trójka przeszła na nadawanie całodobowe – do trzech godzin, od północy do 3.00. Wiosną 1996 Kaczkowski odświeżył w tym pasmie szyld Minimax jako Biuro Utworów Znalezionych. Zaczął też szerzej współpracować z polskim show-biznesem w dziedzinie organizowania i promocji koncertów zagranicznych wykonawców. Zainicjował cykl rozmów z muzykami światowej klasy, które zaowocowały trzema tomami wywiadów: Przy mikrofonie (1999, 2005), 42 rozmowy (2004) i Rozmowy Trzecie (2008). Przetłumaczył tom wywiadów Według The Rolling Stones (2006), w którym postarał się nadać wypowiedziom muzyków maksymalną surowość, nawet kosztem zasad poprawności językowej i piękna.
Po spotkaniu i koncercie Rogera Watersa napisał pierwszy felieton, który w 2002 zamieścił miesięcznik „Tylko Rock”. Tym samym Kaczkowski rozpoczął długotrwałą współpracę z tym pismem. Później jego teksty pojawiały się też w innych magazynach muzycznych, np. w „Machinie”, jak i niemuzycznych, np. w kwartalniku „Wittchen”, w którym opisał koncert grupy Led Zeppelin z 2007. Jego głos można usłyszeć w zapowiedzi występu grupy Porcupine Tree na albumie koncertowym Warszawa z 2004.
W latach 1998–2000 był dyrektorem Trójki. Stopniowo w audycjach wrócił do prezentacji nowości muzycznych, w tym polskich. Przygotował 7 płyt pod hasłem minimax pl z plejadą początkujących wykonawców krajowych. Wydał 3 płyty z najciekawszymi nagraniami z lat 70. i 80., a także 10-częściowy wybór światowych archiwaliów sprzed 1946 oraz utworów ze złotej epoki rock and rolla pt. Trzeszcząca płyta.
21 września 2008 w audycji Minimax uroczyście obchodził 40. rocznicę pierwszego pojawienia się w tym cyklu na antenie Trójki. Rocznicy towarzyszył piąty festiwal Minimax.pl, który odbył się 19 i 20 września w klubie muzycznym „Bogart” w Gomunicach.
Benefis na 50-lecie jego pracy w radiu (przypadające na marzec 2012) odbył się 20 marca 2013 w Fabryce Trzciny i został zorganizowany w całości przez słuchaczy audycji i sympatyków. 22 maja 2013 Trójka zorganizowała odrębny benefis. Z końcem grudnia 2013 Piotr Kaczkowski przestał być już etatowym pracownikiem Polskiego Radia ponieważ nabył uprawnienia emerytalne. Od początku 2014 programy swoje prowadził już jako współpracownik.
Oprócz audycji stałych, Piotr Kaczkowski organizował wiele koncertów radiowych. Od wielu lat Kaczkowskiego fascynuje twórczość Tori Amos. 16 grudnia 2001 i 9 marca 2005 Amos dała w studiu Programu III specjalne koncerty dla widowni złożonej z wybranych słuchaczy jego audycji. Był członkiem Akademii Muzycznej Trójki.
19 maja 2020, po zawieszeniu Listy Przebojów Programu Trzeciego (będącym wynikiem działań dyrekcji stacji odebranych przez wielu dziennikarzy jako cenzurę), wydał oświadczenie o odejściu z Trójki.
Od 20 września 2020 został prowadzącym cyklicznej audycji „Oddam płytę w dobre ręce”, a następnie gościnnie współprowadzącym audycji „Tajemnice przyprószonego kufra” w internetowej rozgłośni Rockserwis.fm. W styczniu 2021 dołączył też do redakcji Radia 357, gdzie prowadzi audycję „Max 357”. Od 14 grudnia 2024 prowadzi Sobotnią Tonację Trójki.

## Życie prywatne
Jest ojcem dziennikarki muzycznej, Aleksandry Kaczkowskiej.

## Audycje
- MiniMax (1968–2020, ponad 1600 wydań)
- Zapraszamy do Trójki, wydanie muzyczne (tzw. Sobotnia popołudniowa audycja „Zapraszamy do Trójki”) (1982–2002)
- Między snem a dniem (1981–1984?)
- Studio Rytm (1965–1972)
- Popołudnie z młodością (1966–1972)
- Radiokurier (1976–1982)
- Pół perfekcyjnej płyty (2000, jako jeden z prowadzących)[17]
- W tonacji Trójki (1975–2001 oraz od 2010 roku)
- Trzecia godzina (2008)
- M-3 (2008)
- Oddam płytę w dobre ręce (2020–2021)
- Tajemnice przyprószonego kufra (od 2021, jako jeden z prowadzących, gościnnie)
- Max 357 (od 2021)
- Sobotnia Tonacja Trójki (od 2024)

## Nagrody i odznaczenia
Wyróżniony m.in.: Międzynarodowym Złotym Mikrofonem AKG dla Osobowości Radiowej Wszech czasów (1996) oraz Złotym Mikrofonem Polskiego Radia (2003).
10 września 2008 został uhonorowany nagrodą Mateusza – Nagrodą Muzyczną Programu Trzeciego Polskiego Radia SA za popularyzację muzyki w niepowtarzalny sposób.
Postanowieniem Prezydenta RP Bronisława Komorowskiego z 27 września 2011 został odznaczony Krzyżem Oficerskim Orderu Odrodzenia Polski za wybitne zasługi dla Polskiego Radia. Order ten odebrał 11 listopada 2012.
12 grudnia 2013 otrzymał wyróżnienie Honorową Odznaką Polskiego Radia. Odznaka przyznawana jest przez Zarząd Polskiego Radia SA. Nagradzane są osoby za szczególnie duży wkład pracy w wypełnianiu obowiązków służbowych.

## Książki
- Przy mikrofonie Piotr Kaczkowski, Kraków: Universitas, 1999, ISBN 83-7052-806-6.
- 42 rozmowy, Warszawa: Prószyński i S-ka, 2004, ISBN 83-7337-709-3.
- Przy mikrofonie Piotr Kaczkowski, wznowienie, rozszerzone o wiele fotografii, reprodukcji i uaktualnione noty biograficzne artystów Prószyński i S-ka Warszawa 2005 ISBN 83-7469-030-5.
- Według The Rolling Stones, Warszawa: Prószyński i S-ka, 2006, ISBN 83-7469-327-4.
- Rozmowy Trzecie, Kraków: FotoJana, 2008, ISBN 978-83-927818-0-6.

## Płyty z nazwiskiem Piotra Kaczkowskiego
- MiniMax (15 stycznia 1998)
- Jazda Obowiązkowa (7 grudnia 1998)
- MiniMax 2 (31 maja 2000)
- Muzyka Różna i Różniasta (30 października 2000)
- minimax pl (6 grudnia 2003)
- minimax pl 2 (8 listopada 2004)
- minimax pl 3 (5 listopada 2005)
- minimax pl 4 (15 stycznia 2007)
- minimax pl Jarocin 2007 (3 września 2007)
- Trzeszcząca płyta (23 listopada 2007)
- minimax pl 5 (1 czerwca 2008)
- Trzeszcząca płyta 2 (17 listopada 2008)
- Trzeszcząca płyta 3 (19 stycznia 2009)
- Trzeszcząca płyta 4 (26 października 2009)
- Trzeszcząca płyta 5 (26 października 2009)
- Trzeszcząca płyta 6 (marzec 2010)
- Trzeszcząca płyta 7 (16 października 2010)
- Trzeszcząca płyta 8 (8 stycznia 2011)
- minimax pl 6 (14 lutego 2011)
- Trzeszcząca płyta 9 (23 września 2011)
- Trzeszcząca płyta 10 (14 listopada 2011)